# František Pilnay
František Pilnay (29. prosince 1919 – ???) byl český a československý politik Československé strany socialistické a poslanec Sněmovny lidu Federálního shromáždění za normalizace.

## Biografie
K roku 1976 se profesně uvádí jako ředitel propagačního oddělení. Šlo o podnik Bytex Vratislavice. Působil jako politický a sportovní aktivista a sportovní novinář. Spolupracoval s listem Svobodné slovo.
Ve volbách roku 1976 zasedl do Sněmovny lidu (volební obvod č. 61 – Liberec-jih, Severočeský kraj). Ve Federálním shromáždění setrval do konce funkčního období, tedy do voleb roku 1981.